# Tunnel Giovanni XXIII
Le tunnel Giovanni XXIII (aussi appelé Passante a nord ovest) est un tunnel routier de Rome, en Italie, qui fait partie de la route Tangenziale Est. 
Il mesure 2,9 km (1260 m en galerie naturelle -i.e. sous le Monte Mario- et 1740 m en galerie artificielle), ce qui en fait le troisième plus long tunnel routier urbain d'Europe (après le tunnel du Port de Dublin, 4,5 km, et le tunnel Södra Länken à Stockholm, 4,5 km). Il permet de relier rapidement la Pineta Sacchetti et la zone urbanistique du Foro Italico en passant sous le Monte Mario.
La limite de vitesse est de 70 km/h et l'accès est autorisé aux véhicules à quatre roues et aux motocyclettes de cylindrée supérieure à 125 cm³.
Le tunnel a été ouvert officiellement le 22 décembre 2004 après 3 ans et deux mois de travaux. Il a été baptisé en hommage au pape Jean XXIII.
Depuis qu'il est utilisé, le bruit aux entrées et sorties a augmenté au point qu'un recours collectif est envisagé par les citoyens avoisinants. On s'interroge sur la qualité de l'asphalte utilisée.